# 阿賀野川サービスエリア
阿賀野川サービスエリア（あがのがわサービスエリア）は、新潟県東蒲原郡阿賀町にある磐越自動車道のサービスエリアである。
2007年（平成19年）3月30日午前7時に下り線にファミリーマートがオープンし、ガソリンスタンド以外では磐越自動車道初の24時間営業の店舗が開店した。

## 施設

### 上り線（郡山・いわき方面）
- 駐車場
  - 大型 19台
  - 小型 49台
- トイレ
  - 男性 大3（和式1・洋式2）・小10
  - 女性 13（和式3・洋式10）
    - 同伴の男児用 1

  - 車椅子用 1
- 給電スタンド（24時間）
- レストラン
  - 手打うどん総本家「とくとく」[1]（7:00 - 19:00）
- ショッピング（7:00 - 19:00）
- 自動販売機
- ハイウェイ情報ターミナル
- かつては新日本石油((株)にいがたエネルギー)によるガソリンスタンドも設置されていたが、2007年5月31日に閉鎖された[2]。

### 下り線（新潟中央方面）
- 駐車場
  - 大型 21台
  - 小型 45台
- トイレ
  - 男性 大3（和式1・洋式2）・小10
  - 女性 13（和式3・洋式10）
    - 同伴の男児用 1

  - 車椅子用 1
- 給電スタンド（24時間）
- レストラン
  - 食事処 会津屋（8:00 - 20:00）
- ファミリーマート（24時間）
  - コンビニATM（イーネット：りそな銀行管理）

2007年3月30日に開店した。コンビニエンスストアが高速道路のSA・PAに設けられるのは新潟県内では2番目になる。なお、同時にレストラン「和食処 路満亭（ろまんてい）」と売店「おみやげ小町」が開店したもののその後閉店となり、代わって2008年4月1日に秀穂が「会津屋」を出店した。
- 自動販売機
- ハイウェイ情報ターミナル
- かつては東燃ゼネラル石油((株)会津ゼネラル)によるガソリンスタンドも設置されていたが、2008年1月31日に閉鎖された[4]。
- 新潟市民病院や五泉中央病院へ向かう救急車緊急退出路が設けられている。

## 隣
E49 磐越自動車道
(11) 三川IC - 阿賀野川SA - (12) 安田IC